# پارک ملی غار ماموت
پارک ملی غار ماموت (به انگلیسی: Mammoth Cave National Park) یک پارک ملی در ایالت کنتاکی در آمریکا است.
مساحت این پارک ۲۱۴ کیلومتر مربع است. شهرت پارک بیشتر به خاطر غار زیر زمینی مشهور آن است. این غار با ۶۴۰ کیلومتر راه زیر زمینی کشف شده، طولانی‌ترین غار شناخته شده جهان است.
پارک ملی ماموت در ژوئیهٔ ۱۹۴۱ میلادی تأسیس شد. نام رسمی این پارک ملی پس از ادغام با پارک ملی فلینت ریج در شمال آن در سال ۱۹۷۲ به دستگاه غارهای ماموت - فلینت ریج (Mammoth–Flint Ridge Cave System) تغییر یافت. این پارک ملی در اکتبر ۱۹۸۱ در فهرست میراث جهانی یونسکو ثبت شد و در سپتامبر ۱۹۹۰ نیز در برنامه انسان و زیست‌کره به ثبت رسید.
غار ماموت، غار سنگ آهکی می‌باشد که قطر دهانه آن ۱۶ کیلومتر می‌باشد ولی حداقل ۲۴۱٫۵ کیلومتر طول معبرهای نامنظم زیرزمین آن در سطوح مختلف است.
به باور باستان‌شناسان، هنوز بخش‌های عمده‌ای از غار ماموت کشف نشده‌اند.
ایجاد این غار به احتمال زیاد از ۲۴۰ میلیون سال پیش شروع شده‌است. اشیای مکشوف در آن نشان می‌دهد که از حدود ۵۰۰ سال قبل از میلاد، انسان‌ها در این غار سکونت می‌کرده‌اند. نشانی از استفاده انسان از این غار پس از این تاریخ نیست. این مکان یک میراث جهانی یونسکو در آمریکا می‌باشد. غار ماموت بزرگ‌ترین غار جهان است و طول آن تقریباً دو برابر دومین غار بزرگ جهان (غار سک آکتون در مکزیک) است.

## نگارخانه

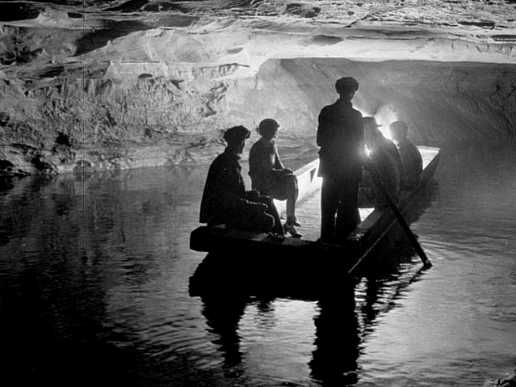
نمایی از داخل غار
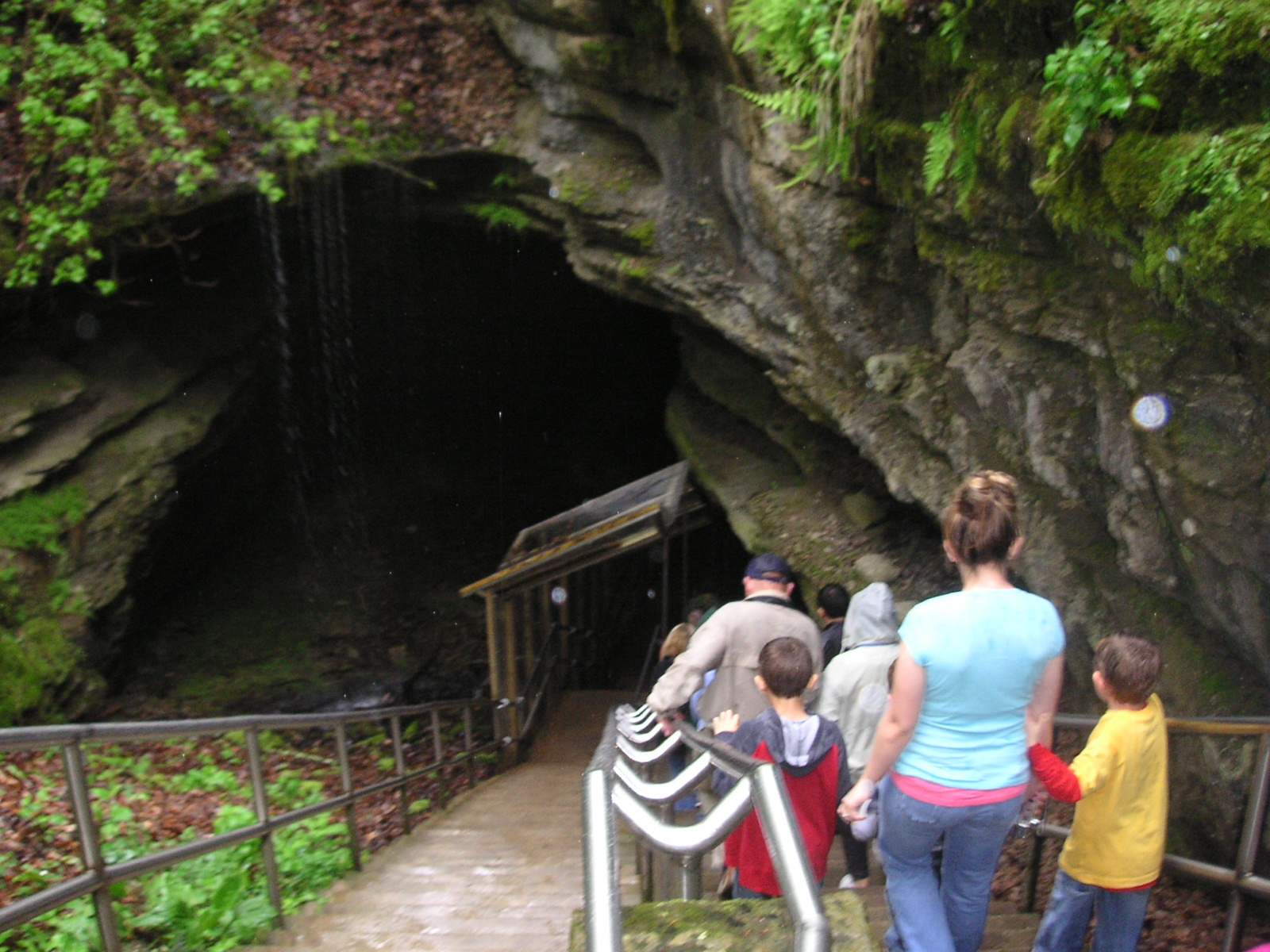
ورودی غار
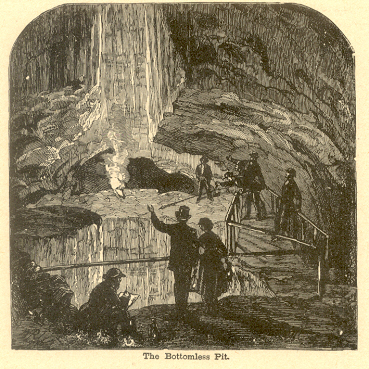
نقاشی از داخل غار به سال ۱۸۸۷
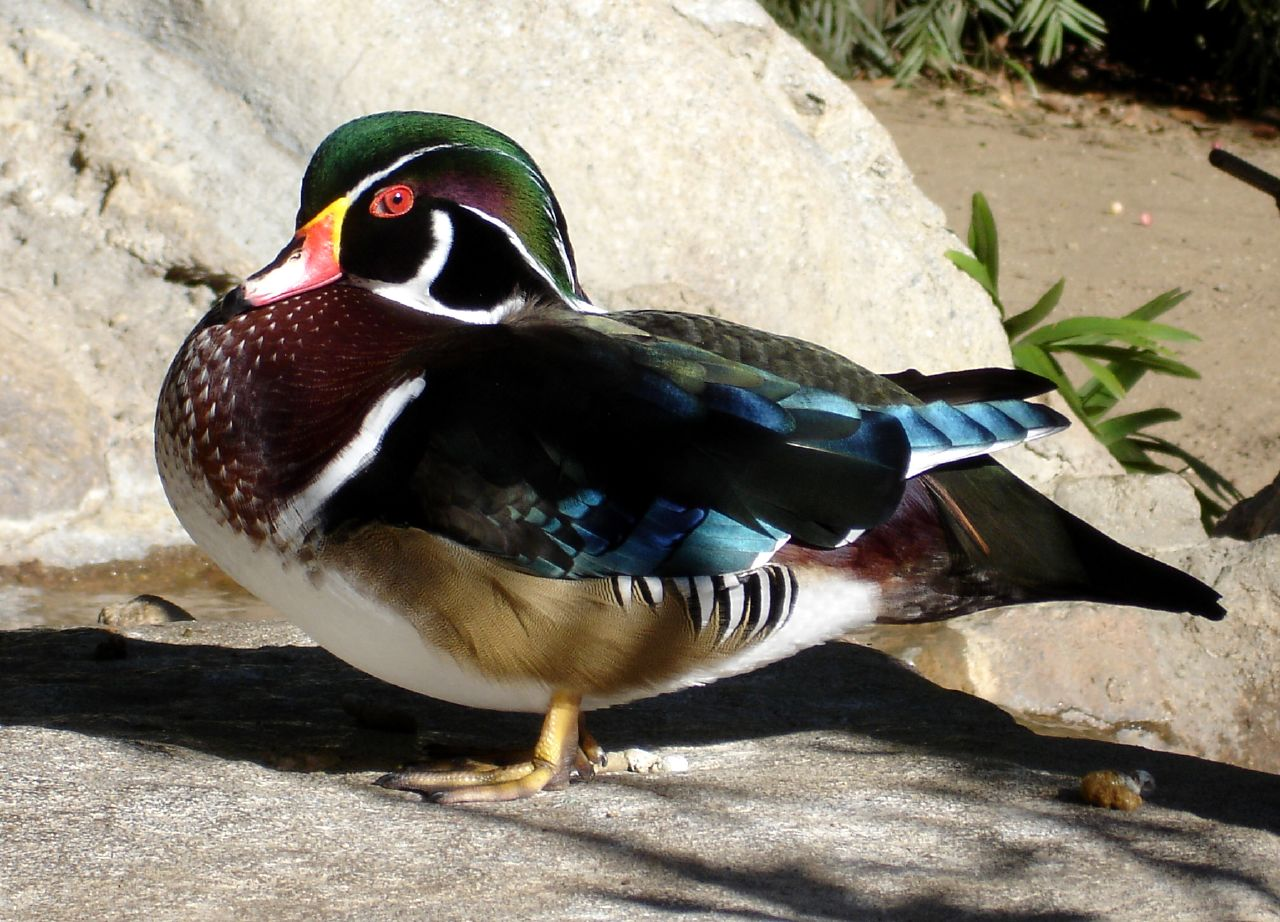
حیات وحش در محوطه غار